# غابرييل ماركيز
غابرييل ماركيز (بالبرتغالية: Gabriel Marques‏) (4 مارس 1988 في البرازيل - ) هو لاعب كرة قدم برازيلي في مركز الدفاع. لعب مع أتلتيكو باراناينسي وبرشلونة جواياكويل وريفر بليت وغريميو بورتو أليغرينزي ونادي بارانا وناسيونال مونتيفيديو.

## وصلات خارجية
- غابرييل ماركيز على موقع قاعدة بيانات كرة القدم.إي يو (الإنجليزية)
- غابرييل ماركيز على موقع Soccerway.com (الإنجليزية)
- غابرييل ماركيز على موقع عالم كرة القدم.نت (الإنجليزية)